# Refosco
Refosco ist eine alte, bodenständige Rotweinsorte, die vor allem in der italienischen Region Friaul-Julisch Venetien sowie in Istrien angebaut wird. Es bestehen verschiedene Varietäten der Rebe.
Die Rebsorte Mondeuse aus Savoyen ist möglicherweise mit dieser Rebe identisch. Dies wird aber zumindest vom Ampelographen Pierre Galet verneint.
Die Rebe kann herausragende Weine von intensiver Farbe und großer Ausdruckskraft liefern, häufig entstehen daraus jedoch qualitativ nur mittelmäßige Tischweine. Im Idealfall durchlaufen die Weine einen biologischen Säureabbau, um die ausgeprägte Säure des Weins zu mildern. Die besten Weine aus dieser Rebe werden in den Colli Orientali del Friuli sowie im slowenischen Karst und auf Terra-Rossa-Böden in Istrien gekeltert.
Auch in Kalifornien (→ Weinbau in Kalifornien) und Australien (→ Weinbau in Australien) sind einige Weingüter mit Stöcken dieser Rebfamilie bestockt.

## Varietäten

### Terrano
Die Variante Terrano ist in Slowenien und Kroatien vorherrschend und wird außer als Terrano auch als Teran oder Refošk vermarktet.

### Refosco dal Peduncolo Rosso
Die rotstielige Refosco dal Peduncolo Rosso gilt als die beste Varietät. Sie wird vor allem im Friaul angebaut.